# هیمه‌جی دونو
هیمه‌جی دونو (به ژاپنی: 姫路殿 ひめじどの) (تولد نامشخص –مرگ ۱۶۴۱) یکی از زنان ژاپنی، در دوره آزوچی-مومویاما تا اوایل دوره ادو بود. وی در سال ۱۵۷۷ میلادی در هنگام حمله به چوگوکو یکی از همسران غیر اصلی تویوتومی هیده‌یوشی شد. پدر وی صاحب قلعه کیوسو بود و گفته می‌شود که توسط پدرش به هیده‌یوشی پیشکش شده‌است. نام قلعه هیمه‌جی از نام وی اقتباس شده‌است. هر چند هیده‌یوشی علاقه بسیاری به وی داشت اما از این ازدواج فرزندی حاصل نشد.